# Yves Prigent
Yves Prigent (30 agosto 1993) è un canoista francese specializzato nella disciplina della canoa e del caiacco slalom. Campione iridato ai mondiali di Londra 2015 nel C2 a squadre e Pau 2017 nel C2 misto.

## Biografia
È figlio dei canoisti Jean-Yves Prigent e Marie-Françoise Prigent, e fratello di Camille Prigent.
È allenato da Thierry Saïdi. Ha iniziato a praticare la canoa nel 2002 e compete per il Cesson Rennes Canoe Kayak. Nel 2011 è entrato in nazionale francese.
Si è laureato campione iridato per la prima volta ai campionati mondiali di Londra 2015 nel C2 a squadre gareggiando in canoa biposto con Loïc Kervella e gli equipaggi formati dai connazionali Pierre Picco-Hugo Biso e Gauthier Klauss-Matthieu Péché.
Ai mondiali di Pau 2017 ha vinto la medaglia d'oro nel C2 misto con Margaux Henry.
Ai mondiali di Rio de Janeiro 2018 ha ottenuto la medaglia d'argento con Margaux Henry.

## Palmarès
- Mondiali

Londra 2015: oro nel C2 a squadre;
Pau 2017: oro nel C2 misto;
Rio de Janeiro 2018: argento nel C2 misto;